# Baruch Spinoza
Baruch Spinoza, latinizat: Benedictus de Spinoza (n. 24 noiembrie 1632, Amsterdam, Comitatul Olanda, Provinciile Unite – d. 21 februarie 1677, Haga, Comitatul Olanda, Provinciile Unite) a fost un renumit filosof evreu neerlandez de origine sefardă cu strămoși de proveniență portugheză (d'Espinosa). Spinoza a fost un raționalist și unul din reprezentanții panteismului în timpurile moderne. Gândirea lui a fost influențată de scrierile lui Thomas Hobbes și René Descartes, însă - spre deosebire de concepția dualistă a acestuia din urmă - Spinoza a avut o reprezentare monistă a lumii, întreaga existență reducându-se la ceea ce el a numit "Substanță".

## Biografie
S-a născut în 24 noiembrie 1632, ca Bento d'Espinosa. Opt zile mai târziu a fost introdus în comunitatea religioasă evreiască cu prenumele de Baruch. Limba sa maternă a fost portugheza. Tatăl său Miguel Gabriel Alvares d’Espinosa (d. 1654) era un comerciant refugiat la Amsterdam din calea inchiziției portugheze. Mama sa era Hanna Debora Senior (d. 1638), soția a doua a tatălui său.
La vârsta de 23 ani el a fost exclus din comunitatea evreiască din Amsterdam, din cauza ideilor sale neconforme privind religia, preluând de atunci prenumele de Benedict (Benoit), cu care și-a semnat scrisorile și scrisurile sale. Pe lângă activitatea sa științifică el își câștiga banii șlefuind cu ustensile proprii lentile de sticlă. Despre viața, moartea și înmormântarea sa, scrie Jean Colerus în "La vie de B. Spinoza", din 1706, interogând personal martorii oculari ai ultimelor sale clipe.
După absolvirea școlii, Spinoza a lucrat în întreprinderea comercială a tatălui său. În acest timp elaborează o dizertație asupra principiilor filosofice ale lui Descartes, care va apărea mai târziu ("Renati Descartes principiorum philosophiae mori geometrico demonstrata", 1663) - singura operă publicată în timpul vieții sale sub semnătura lui - și prepară un tratat asupra progresului înțelegerii ("Tractatus de intellectus emendatione"). În 1656, la vârsta de 24 de ani, este exclus din comunitatea ebraică datorită vederilor sale interpretate drept eretice. Spinoza considera că atât creștinismul, cât și iudaismul ar fi fenomene trecătoare în raport cu substanța universală eternă. Este obligat să părăsească Amsterdamul și se stabilește la Haga, unde își câștigă existența lucrând ca șlefuitor de lentile și dând lecții particulare. Aici redactează prima sa operă filosofică de amploare "Tractatus de Deo et Homine Ejusque Felicitate" ("Tratat cu privire la Dumnezeu, om și fericirea sa"), în care sunt deja cuprinse trăsăturile de bază ale sistemului său filosofic. Lucrează la "Tractatus theologico-politicus" ("Tratat teologico-politic"), tipărit la Amsterdam în 1670 și publicat anonim. În 1661 se mută la Rijnsburg, în apropiere de Leiden. Din cauză că în instituțiile oficiale vederile filosofice erau îngrădite de teologie, Spinoza refuză în 1673 oferta prințului elector Carol I Ludovic al Palatinatului de a ocupa o catedră de filosofie la Universitatea din Heidelberg. De asemenea refuză o pensie oferită de regele Ludovic al XIV-lea al Franței, care-i pretindea să-i dedice unele din cărțile sale. Din cauza aspirării prafului de sticlă la șlefuirea lentilelor, se îmbolnăvește de silicoză și moare prematur la 21 februarie 1677.

## Concepția filosofică
În "Ethica Geometrico Demonstrata" ("Etica prezentată într-o ordine geometrică", 1674), Spinoza consideră că universul este identic cu Dumnezeu, Substanță rezultată din sine și prin sine. Substanța, noțiune preluată din filosofia scolastică, nu are o realitate materială, ci o esență metafizică, fiind dotată cu atribute infinite, din care inteligența umană nu poate cuprinde decât două: lumea obiectelor materiale și manifestările gândirii. Pentru a explica interacțiunea evidentă între obiecte și idei, Spinoza dezvoltă teoria paralelismului, în sensul că fiecare idee posedă o corespondență fizică și - invers - fiecare obiect fizic dispune de o idee adecvată. Individualitatea lucrurilor este explicată ca forme de manifestare ale substanței, fiind în totalitatea lor natura naturata (natură creată), în timp ce Dumnezeu sau substanța este o natura naturans (natură creatoare). Din aceasta rezultă ideea indestructibilității lumii. Cunoașterea intuitivă a substanței constituie sursa iubirii spirituale a lui Dumnezeu (amor Dei intellectualis). Cauzalitatea iminentă este reprezentată în metafizica lui Spinoza drept natură creată prin ea însăși. Fiecare obiect sau fiecare idee depinde de existența altor obiecte sau idei, care le determină existența. Numai prin identificarea cu substanța sau Dumnezeu se poate obține nemurirea.
Mulți din contemporanii lui Spinoza au înțeles învățătura sa asupra depersonalizării lui Dumnezeu drept ateism, în realitate este vorba de un panteism și de reducerea monistă a întregului univers obiectiv și spiritual la o singură substanță. În istoria filosofiei, Spinoza ocupă un loc deosebit, el nu a aparținut unei anumite școli filosofice, nici nu a creat un nou curent în filosofie, neavând discipoli. Totuși, învățătura lui a influențat nu numai gândirea unor filosofi ca Leibniz, Lessing, Fichte și Herder, dar și creația literară a unor poeți ca Goethe, Wordsworth și Shelley.

## Etica lui Spinoza
Spinoza demonstra existența lui Dumnezeu pe bază de definiții și axiome; Spinoza nu era teist ci panteist după unii sau panenteist după alții: pentru el Dumnezeu este Natura.
"Etica" lui Spinoza cuprinde 5 cărți:
1. este consacrată lui Dumnezeu
2. .	naturii și originii sufletului
3. .	naturii și originii pasiunilor
4. .	studiază sclavia umană
5. .	dedicată libertății sufletului

Chiar de la începutul lucrării, Spinoza demonstrează existența lui Dumnezeu: "Dumnezeu există în mod necesar. Negând această frază, negăm existența lui Dumnezeu, deoarece natura substanței nu poate fi gândită, fără ca să existe întrucât substanța este cauza ei însăși."
A doua teză argumentată de filosof este că Dumnezeu este unic. El există prin el însuși, este cauza sa și este cauza eficientă a oricărui lucru sau activități. El conchide: orice activitate a noastră este fixată de necesitatea naturii divine. Activitatea omului este supusă unor legi necesare. Faptele noastre nu pot fi libere în raport cu voința noastră și nici nu pot fi desfășurate în vederea unui scop. Dumnezeu nu a creat lucrurile cu scopul ca oamenii să se folosească spre fericirea lor. Din contra, toate fenomenele se produc ca o consecință logică a legilor naturale. Dumnezeu, subliniază Spinoza, poate fi conceput doar sub atributele de întindere sau gândire deși atributele lui sunt infinite.
În cartea a 2-a filosoful subliniază că un corp nu poate să determine sufletul, să gândească, iar mișcarea și ordinea corpului ca și restul operațiunilor sale, dacă mai există, sunt independente de suflet. Trecând dincolo de planul experienței, corpul nostru considerat ca mod al întinderii este obiect al ideii, care constituie sufletul nostru. Sufletul nu se cunoaște decât dacă percepe ideile afecțiunilor corpului și percepe corpurile ca existând dacă este afectat de ele. Sufletul nu percepe existența unui corp decât în perioada propriei existențe ceea ce înseamnă că sufletul nu are altă durată decât cea a corpului, astfel el înlătură ideea imortalității.
Analizând genurile cunoașterii, Spinoza pornește  de la ideea că mintea omului nu își poate forma imagini distincte despre lucruri deoarece corpul lui este limitat. Primul gen de cunoaștere, filosoful îl definește ca Opinie sau Imaginație. Al 2-lea gen de cunoaștere reiese din faptul existenței noțiunilor comune și a ideilor adecvate despre proprietățile lucrurilor. Ideea pe care o avem despre lucruri privindu-le sub același atribut este adevărată întrucât însuși atributul sub care raportăm lucrurile este adecvat în Dumnezeu. Filosoful utilizează drept atribut comun al tuturor lucrurilor-întinderea. Al 3-lea gen de cunoaștere este "știința intuitivă". Acela care dobândește o cunoaștere clară și distinctă a lucrurilor și afecțiunilor devine liber, deoarece cunoaște cât mai complet mai adevărat lumea și prin urmare îl cunoaște pe Dumnezeu. Omul liber își manifestă cunoașterea prin iubirea infinită către ființa sa.
În cartea a 3-a Spinoza scrie că sufletul nostru lucrează sau suferă, el lucrează necesar atunci când are idei adecvate și suferă necesar atunci când ideile sunt neadecvate. Ideile adecvate conduc omul la cunoașterea clară și distinctă a efectului. Din cauza ideilor neadecvate omul este supus tuturor  afecțiunilor posibile. Când forța omului este limitată și subordonată cauzelor externe omul este sclavul tuturor pasiunilor. Bucuria, tristețea, dorința, iubirea, ura, speranța sunt pasiuni sau afecțiuni care se raportează la sufletul nostru întrucât el lucrează. Dintre toate, numai dorința este esența omului.
În “despre puterea pasiunilor” el subliniază că omul este sclavul întâmplării. Puterea omului se micșorează sub influența cauzelor externe. Anume ele determină forța, creșterea, durata pasiunilor noastre. Prin jocul de a reprima o afecțiune contra alteia omul tinde să își conserve existența. Cu cât acest efort este mai mare cu atât virtutea omului este mai puternică. Binele include tot ce ne conduce la înțelegerea lucrurilor. Răul reprezintă obstacolele cunoașterii. Supremul Bine este cunoașterea lui D-zeu, iar cea mai mare virtute a omului este să îl cunoască pe D-zeu. Inteligența este definită ca virtutea supremă a sufletului, în timp ce rațiunea reprezintă baza virtuții. Ajungând de la cunoaștere la virtute, oamenii își dau seama că supremul lor bine este înțelegerea între ei. Trăind după principii raționale, oamenii vor căuta să compenseze prin dragoste și generozitate, ura și mânia pe care o au unul împotriva altuia.
În cartea a 5-a este dezvoltată ideea de necesitate. Cunoașterea duce la iubirea către D-zeu. Iubirea aceasta ocupă întregul nostru suflet. Cunoașterea imediată produce în noi cea mai mare seninătate deoarece sufletul nostru îl cunoaște pe D-zeu în eternitatea sa. Iubirea intelectuală ne conduce la înțelegerea lui D-zeu, la cunoașterea completă a lumii, cunoaștere ce coincide cu eliberarea noastră de sclavia pasiunilor.
Spinoza vorbește de cunoașterea lui Dumnezeu pentru a argumenta teza că rațiunea noastră nu a ieșit niciodată din divinitate, ci a rămas în ea, lucrurile pot avea mișcări în diferite direcții. Lucrurile formează un cosmos în echilibru static. Sub aspectul eternității nu există nici timp nici durată.
Spinoza dezvoltă o concepție monistă despre substanța pe care o definește ca Dumnezeu sau natură. El elaborează un sistem filosofic în centrul căruia este plasată substanța unică cugetătoare. Substanța este înzestrată cu 2 atribute: întindere și rațiune. Natura conține cauza în sine, de aceea el identifică natura creată cu natura creatoare. Cosmosul reprezintă un sistem complex. Fizicul se supune metafizicului. La Spinoza D-zeu este o ființă compusă dintr-o mulțime de atribute, fiecare dintre ele exprimă o esență eternă. Natura se creează continuu pe sine, grație atributelor sale. Ea  este cauza sa. Cunoașterea cauzelor constituie sarcina centrală a științei. Cauzele sunt caracteristice naturii. Natura nu activează în baza cauzelor dar în baza necesității. În lume domină un lanț al evenimentelor unite printr-o relație cauzală care nu se întrerupe. În lume nu se petrece nimic întâmplator, totul se face în baza necesității. Natura subliniază el, este vie nu numai fiindcă este D-zeu, dar și din cauză că este înzestrată cu rațiune. O atenție deosebită o acordă modurilor-stărilor concrete ale substanței. El le-a divizat în: eterne, infinite, finite, temporare. Cele eterne sunt întinderea și rațiunea cele finite multitudinea lucrurilor existente. Mișcarea nu este un atribut ci un mod veșnic a existenței naturii. Mișcarea este caracteristică lucrurilor concrete în timp ce substanța nu cunoaște mișcarea, dezvoltarea sa nu are nicio atitudine față de timp.
În baza metodei matematice cunoștințele pot fi acumulate prin 4 procedee:
1. cunoștințele libere
2. acumularea neordonată nesistematizată a cunoștințelor care nu se supun unei legi
3. cunoașterea lucrurilor prin alte lucruri când noi în baza rezultatelor unei acțiuni judecăm despre acțiune.
4. cunoașterea lucrurilor prin descoperirea genurilor.

Analizând omul ca parte componentă a naturii, el spune că sufletul și corpul sunt reciproc independente datorită independenței ontologice a 2 atribute ale substanței. Gândirea omului depinde de starea corpului doar la treapta cunoașterii senzoriale. Comportarea omului se află sub influența instinctelor autoconservării și a afectelor. Până când omul se supune lor, el nu este liber. Libertatea umană constă în libertatea de sub influența acestor afecte, pasiuni. El neagă ideea libertății voinței. Din moment ce libertatea este identificată cu cunoașterea, tendința de autocunoaștere devine una din tendințele omenești cele mai importante.

## Reputația postumă
Spinoza a fost unul dintre cei mai calomniați filosofi, atât de evrei cât și de creștini. Acest lucru a început să se schimbe încet după iluminismul german (Lessing și Hegel l-au apreciat pozitiv). Nadler îl numește „unul din cei mai curajoși și mai radicali gânditori din istorie”. Jonathan Israel l-a numit „cel mai temut filosof în Europa secolului XVIII, mai mult decât orice gânditor ateu”. Tratatul teologico-politic a fost considerată „cea mai scandaloasă carte publicată vreodată”.
Poporul olandez i-a urât timp de secole pe Spinoza și Erasmus, azi ei sunt fala națiunii.